# محمد الضمور
محمد الضمور، ممثل ومخرج أردني. ولد في مدينة الكرك. مثل وأخرج العديد من الأعمال التلفزيونية والمسرحية مثل مسرحية شيخ القلعة التي جسد من خلالها تضحيات جده إبراهيم باشا الضمور و مسرحية الهية التي تحدثت عن ثورة الكرك عام 1910.
متزوج من الممثله رانيا فهد.
وانجب منها ولدين وبنت 
هم 
عباده وعمر وبتول

## أعماله
- نوف 2018.